# Britta Kautz
Britta Kautz (* 1982 oder 1983) ist eine deutsche Rollstuhlbasketballspielerin.

## Werdegang
Britta Kautz stammt aus Lindlar im Rheinland. Sie besuchte das Engelbert von Berg Gymnasium in Wipperfürth, das sie 2002 mit dem Abitur verließ. Von Beruf ist sie Erzieherin.
Sie ist Rollstuhlfahrerin. Dennoch wollte sie auf eine sportliche Betätigung nicht verzichten und wählte deshalb den Rollstuhlbasketball als ihre Sportdisziplin. Sie wurde Mitglied des ASB Bonn und wurde  bald in die deutsche Nationalmannschaft für den Basketballsport im Rollstuhl berufen. Sie wurde 2008 Mitglied der deutschen Mannschaft bei den Paralympischen Sommerspielen in Peking, kam mit ihrer Mannschaft ins Endspiel, unterlag aber den USA und gewann so die Silbermedaille.
Bei den Weltmeisterschaften 2006, war die deutsche Rollstuhlbasketballmannschaft erfolgreich: Mit ihr gewann Britta Kautz die Bronzemedaille. Zum 1. Januar 2009 wechselte sie von Bonn nach Hessen und wurde Mitglied beim RGV Lahn/Dill. Sie spielte aber auch weiter in der deutschen Damenrollstuhlbasketballmannschaft, mit der sie 2009 Europameisterin wurde.

## Auszeichnungen
- 10. September 2009: Sportplakette des Landes Hessen[7]
- 1. November 2008: Silbernes Lorbeerblatt[8]